# Kōji Gyōtoku
Kōji Gyōtoku (japanisch 行徳 浩二 Gyōtoku Kōji; * 28. Januar 1965 in der Präfektur Shizuoka) ist ein ehemaliger japanischer Fußballspieler.

## Karriere
Gyōtoku erlernte das Fußballspielen in der Schulmannschaft der Tokai University Daiichi High School und der Universitätsmannschaft der Tokai-Universität. Seinen ersten Vertrag unterschrieb er 1988 bei den Werder Bremen II. 1989 wechselte er zu Toyota Motors. Der Verein spielte in der zweithöchsten Liga des Landes, der Japan Soccer League Division 2. 1990 wurde er mit dem Verein Vizemeister der Division 2 und stieg in die Division 1 auf. Für den Verein absolvierte er 16 Ligaspiele. Ende 1992 beendete er seine Karriere als Fußballspieler.